# Jon Nödtveidt
Jon Nödtveidt, švedski metal glasbenik, * 28. junij 1975, * 13. avgust 2006.
Bil je glavni kitarist in vokalist v švedski black/death metal zasedbi Dissection, ki je nastala 1989. Disection je bila ena izmed prvih black metal zasedb, ki ji je uspelo podpisati pogodbo s tako veliko založbo kot je Nuclear Blast.
Leta 1997 je bil aretiran in obtožen umora alžirskega homoseksualca Josefa Ben Maddourja. Po sedmih od desetih let dosojene kazni je bil spomladi 2004 izpuščen iz zapora. Ponovno je ustanovil zasedbo Dissection in dve leti aktivno deloval v njej. Sodeloval je tudi v različnih stranskih projektih, kot so Rabbit's Carrot, De Infernali, The Black, Terror, Satanized, Necrophobic, Nifelheim, Ophthalamia, Satanized, Siren's Yell in Diabolicum.
Nekje med 14. in 16. avgustom 2006 se je ustrelil. Švedska policija ga je v njegovem stanovanju našla 16. avgusta 2006. Do sedaj razlogi za samomor niso bili objavljeni ali potrjeni, krožijo pa govorice, da je to storil zato, ker je verjel, v skladu z njegovo življenjsko filozofijo, da je dosegel vse, kar bi lahko dosegel. 19. avgusta 2006 je njegov samomor objavila tudi uradna spletna stran skupine.